# Silke Renková
Silke Renková (* 30. června 1967, Erfurt, NDR) je bývalá německá atletka, olympijská vítězka v hodu oštěpem a bronzová medailistka mistrovství světa 1991.
V roce 1988 reprezentovala coby východoněmecká oštěpařka na letních olympijských hrách. V jihokorejském Soulu se umístila na pátém místě. O rok později získala za hod dlouhý 66,10 m zlatou medaili na světové letní univerziádě v Duisburgu. Na Mistrovství Evropy v atletice 1990 ve Splitu se umístila na čtvrtém místě (64,76 m). Uspěly zde mj. další východoněmecké oštěpařky, bronz získala Petra Felkeová a stříbro Karen Forkelová. Úspěchem pro ni skončila účast na MS v Tokiu, kde vybojovala bronz (66,80 m).
Největší úspěch zaznamenala na letní olympiádě v Barceloně 1992. V poslední sérii poslala oštěp do vzdálenosti 68,34 m a získala olympijské zlato. Na druhé místo odsunula Natalii Šikolenkovou, která hodila o osm cm méně v první sérii. Těsně pod stupni vítězů, na čtvrtém místě (62,90 m) se umístila na evropském šampionátu v Helsinkách 1994. Později reprezentovala na olympiádě 1996 v Atlantě, kde skončila jako první nepostupující z kvalifikace. Stejného výsledku dosáhla také na MS v atletice v Athénách o rok později.

## Osobní rekord
- hod oštěpem – 71,00 m – 25. června 1988, Rostock (starý typ)